# Namysław
Namysław – imię męskie, które prawdopodobnie powstało poprzez "poprawienie" staropolskiego imienia Namysł, kiedy świadomość jego pochodzenia zatarła się i błędnie zostało ono uznane za imię kończące się członem -sław (zamiast -mysł).
Namysław imieniny obchodzi 22 sierpnia.